# Afanassjewo (Kirow)
Afanassjewo (russisch Афана́сьево) ist eine Siedlung städtischen Typs in der Oblast Kirow in Russland mit 3435 Einwohnern (Stand 14. Oktober 2010).

## Geographie
Der Ort liegt gut 200 km Luftlinie östlich des Oblastverwaltungszentrums Kirow am rechten Ufer der Kama.
Afanassjewo ist Verwaltungszentrum des Rajons Afanassjewski sowie Sitz und einzige Ortschaft der Stadtgemeinde Afanassjewskoje gorodskoje posselenije.

## Geschichte
Der Ort wurde erstmals 1607 urkundlich erwähnt, dann 1730 mit Errichtung der dortigen Athanasius-Kirche; nach der russischen Namensform Afanassi ist der Ort benannt. Alternativ waren auch die Bezeichnungen Sjusdino oder Sjusdinskoje in Gebrauch, nach der russischen Bezeichnung einer ethnischen Gruppe der Komi-Permjaken, die bis heute im Rajon ansässig ist. Ab Ende des 18. Jahrhunderts gehörte die Ortschaft zum Ujesd Glasow des Gouvernements Wjatka.
Am 10. Juni 1929 wurde Afanassjewo Verwaltungssitz eines neu geschaffenen, zunächst Sjusdinski benannten Rajons. 1963 erhielt der Rajon seinen heutigen Namen nach seinem Verwaltungssitz, und 11. Juli 1966 der Ort den Status einer Siedlung städtischen Typs.

### Bevölkerungsentwicklung
| Jahr | Einwohner |
| ---- | --------- |
| 1939 | 1088      |
| 1959 | 1922      |
| 1970 | 3755      |
| 1979 | 4375      |
| 1989 | 4982      |
| 2002 | 3474      |
| 2010 | 3435      |

Anmerkung: Volkszählungsdaten

## Verkehr
Afanassjewo liegt an der Regionalstraße 33R-003, die von Kirow über Omutninsk kommend zur Grenze der Region Perm gut 30 km südöstlich führt, dort weiter als 57K-0057 zur föderalen Fernstraße A153 Nytwa – Kudymkar. Unweit der Siedlung zweigt die 33K-007 zur 50 km südlich verlaufenden Grenze zur Republik Udmurtien ab, dort weiter in Richtung Glasow.
Die nächstgelegene Bahnstation Stalnaja befindet sich gut 60 km südwestlich in Omutninsk an der Strecke Jar – Lesnoi, einer Zweigstrecke der Transsibirischen Eisenbahn.